# Gouge Away
Gouge Away és un grup estatunidenc de punk hardcore format el 2012 a Florida. La banda està influenciada per grups de post-hardcore i noise rock com Pixies, The Jesus Lizard, Fugazi, Unwound, The Plot to Blow Up the Eiffel Tower i Nirvana. Gouge Away va publicar el seu àlbum de debut , Dies el 2016 i el seu segon àlbum Burnt Sugar a través de Deathwish Inc. el 2018.

## Història
Gouge Away es va formar a Fort Lauderdale el 2012. L'any següent va publicar un parell d'EP (Still Bored i Focus Your Anger) i va fer una gira en suport a organitzacions benèfiques i grups activistes locals.
El grup va publicar el seu àlbum de debut titulat , Dies el 13 de febrer de 2016 a través d'Eighty-Sixed Records. Jeremy Bolm de Touché Amoré va convidar personalment Gouge Away a fer una gira amb ells i Ceremony. Gouge Away també va girar amb G.L.O.S.S. i Paint It Black. BrooklynVegan va classificar , Dies al número 17 de la seva llista dels «20 millors àlbums emo/punk del 2016», mentre que el blog musical de la revista digital Vice, Noisey, el va qualificar com un dels «37 millors àlbums passats per alt del 2016».
Gouge Away va anunciar el seu acord amb Deathwish el març de 2018. El cofundador del segell Tre McCarthy va prendre la decisió de fitxar la banda després de veure-la actuar amb Touché Amoré a Filadèlfia. El segon àlbum d'estudi del grup, Burnt Sugar, es va publicar el 28 de setembre de 2018. Gouge Away va començar a promocionar Burnt Sugar amb un parell de videoclips per a les cançons «Only Friend» i «Ghost» l'agost de 2018. Per a presentar l'àlbum, Gouge Away va fer una gira pels Estats Units i Europa amb Culture Abuse de setembre a octubre de 2018, seguida d'una altra amb Drug Church pels EUA de novembre a desembre de 2018.

## Discografia

### Àlbums d'estudi
- , Dies (2016, Eighty-Sixed)
- Burnt Sugar (2018, Deathwish)
- Deep Sage (2024, Deathwish)[9]

### EP
- Still Bored (2013, autoedició)
- Focus Your Anger (2013, autoedició)

### Senzills
- "Swallow"/"Sweat" (2017, Secret Voice)
- "Consider"/"Wave of Mutilation" (2020, Deathwish)